# Ottawa Senators
Ottawa Senators é um time profissional de hóquei no gelo, com base em Ottawa, Ontário, Canadá. Eles são membros da Divisão do Atlântico da Conferência Leste da National Hockey League. O Senators mandam seus jogos no Canadian Tire Centre, que conta com 19.153 assentos (capacidade de 20.500 pessoas) e foi inaugurado em 1996.
Fundado pelo promotor imobiliário de Ottawa Bruce Firestone, o time é a segunda franquia da NHL a usar o nome Ottawa Senators. O Ottawa Senators original, fundado em 1883, teve uma história de fama, vencendo 11 Copas Stanley e participando da NHL de 1917 até 1934. Em 6 de dezembro de 1990, após dois anos de campanha publicitária feita pela Firestone, a NHL concedeu uma nova franquia, que começou a jogar na temporada de 1992–93 NHL. O proprietário atual do time é Eugene Melnyk, e, em 2014, o clube foi avaliado pela Forbes em $400 milhões.
O time tem sido bem sucedido, classificando-se para os playoffs da Copa Stanley em 16 das 18 últimas temporadas, conquistando quatro títulos de divisão, o Troféu dos Presidentes de 2003, e chegando às finais da Copa Stanley de 2007. O sucesso foi refletido em audiência, com o clube sendo representado na metade de cima da tabela de público da NHL.

## Histórico
Ottawa havia sido lar do Ottawa Senators original, uma das franquias fundadoras da NHL, e vencedores de 11 Copas Stanley. Após a expansão da NHL para os Estados Unidos da América, no fim da década de 1920, problemas financeiros do Senators acabaram por forçá-los a mudarem-se para St. Louis na temporada de 1934, operando com o nome de Eagles, já que um Senators amador tomou o lugar do original em Ottawa. O time não foi bem sucedido nessa cidade, tentando voltar para Ottawa, mas a NHL decidiu suspender a equipe e transferir os jogadores para outros times.
Cinquenta e quatro anos depois, após a NHL anunciar planos de expansão, o promotor imobiliário Bruce Firestone, de Ottawa, decidiu, junto com seus colegas Cyril Leeder e Randy Sexton, que Ottawa era capaz de apoiar uma franquia da NHL, e o grupo colocou uma oferta em conjunto. A empresa de Firestone, Terrace Investments, não tinha ativos líquidos para financiar a taxa de expansão e o time, mas o grupo concebeu uma estratégia para alavancar o desenvolvimento de terra. Em 1989, após encontrar um local adequado à construção do novo estádio, em terras agrícolas em Kanata, a oeste de Ottawa, a Terrace anunciou sua intenção de comprar a franquia e lançou com sucesso a campanha "Traga de volta os Senators", para atrair o público e convencer a NHL que a cidade conseguiria apoiar uma de suas franquias. O apoio da população foi grande, e o grupo  garantiria uma demanda de mais 11.000 ingressos para a temporada. Em 12 de dezembro de 1990, a NHL aprovou uma nova franquia para o grupo de Firestone, que iniciaria as partidas na temporada de 1992–93.

### 1992–1996: Primeiras temporadas

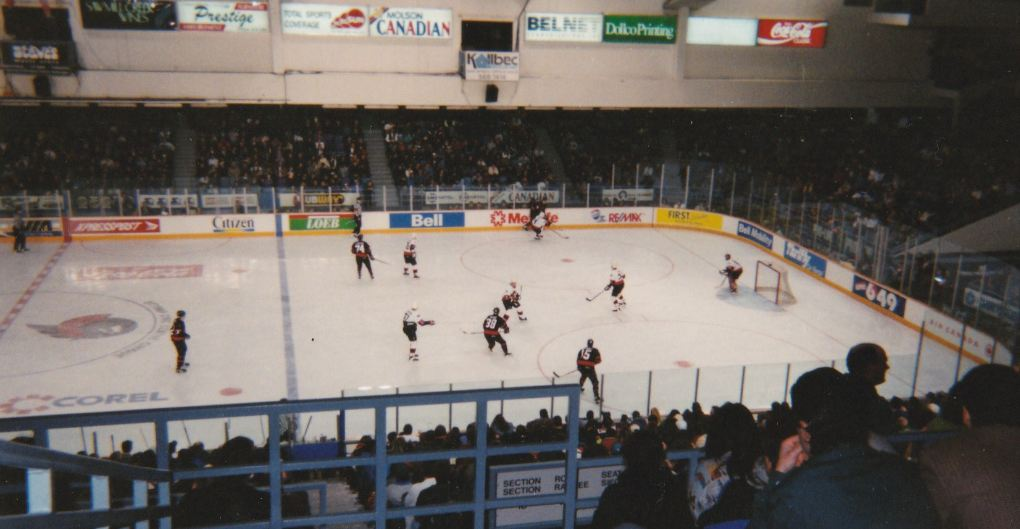
Os Senators jogaram as partidas em casa no Ottawa Civic Centre de 1992 a 1996

O novo time contratou o ex-jogador de hóquei da NHL Mel Bridgman - que não possuia experiência anterior em gestão - como gerente geral em 1992. Inicialmente, o time havia se interessado em contratar o antigo vencedor do Troféu Jack Adams, Brian Sutter, como seu primeiro treinador, mas o custo de Sutter era alto, e o mesmo estava relutante em ser parte de um time de expansão. Quando Sutter finalmente assinou para treinar o Boston Bruins, o Ottawa contratou Rick Bowness, a quem Sutter substituiu em Boston. O novo Senators jogou sua primeira partida em 8 de outubro de 1992, no Ottawa Civic Centre, contra o Canadiens de Montréal, com muitos espetáculos pré-jogo. O Senators derrotou o Canadiens por 5 a 3, em um dos poucos destaques da temporada, que por fim foi vencida por Montreal. Após o entusiasmo inicial da vitória no jogo de abertura, o clube decaiu bastante e, por fim, empatou com o San Jose Sharks no pior recorde da liga, vencendo somente 10 jogos, com 70 derrotas e 4 empates, com 24 pontos. Os Senators tinham metas modestas, e consideraram a temporada de 1992–93 um pequeno sucesso, já que Firestone havia determinado o objetivo de não bater o recorde da NHL de menor pontuação em temporada. O plano de longo prazo era terminar baixo na classificação durante os primeiros anos, a fim de garantir altas escolhas nos drafts para projetos maiores e, por fim, disputar a Copa Stanley.
Bridgman foi demitido após uma temporada e o Presidente do Time Randy Sexton assumiu as tarefas de gerente geral. O próprio Firestone logo abandonou o time, e Rod Bryden se tornou o novo proprietário. A estratégia de metas modestas para assegurar boas escolhas nos drafts não mudou. Os Senators terminaram no último lugar nas três temporadas seguintes. Apesar da primeira escolha no draft de 1993, Alexandre Daigle, acabar por ser um dos grandes fracassos de drafts na história da NHL, escolheram Radek Bonk em 1994, Bryan Berard (trocado por Wade Redden) em 1995, Chris Phillips em 1996, e Marián Hossa em 1997, todos que se tornariam jogadores consistentes da NHL, e formaram um núcleo forte de jogadores nos anos subsequentes. Alexei Yashin, a primeira de todas as escolhas de draft do time de 1992, tornou-se uma das mais brilhantes estrelas da NHL. O time trocou muitos de seus melhores jogadores veteranos da época, incluindo o principal marcador de 1992–93, Norm Maciver, e os favoritos dos fãs Mike Peluso e Bob Kudelski, na tentativa de criar uma reserva de prospectos e seleção no draft.

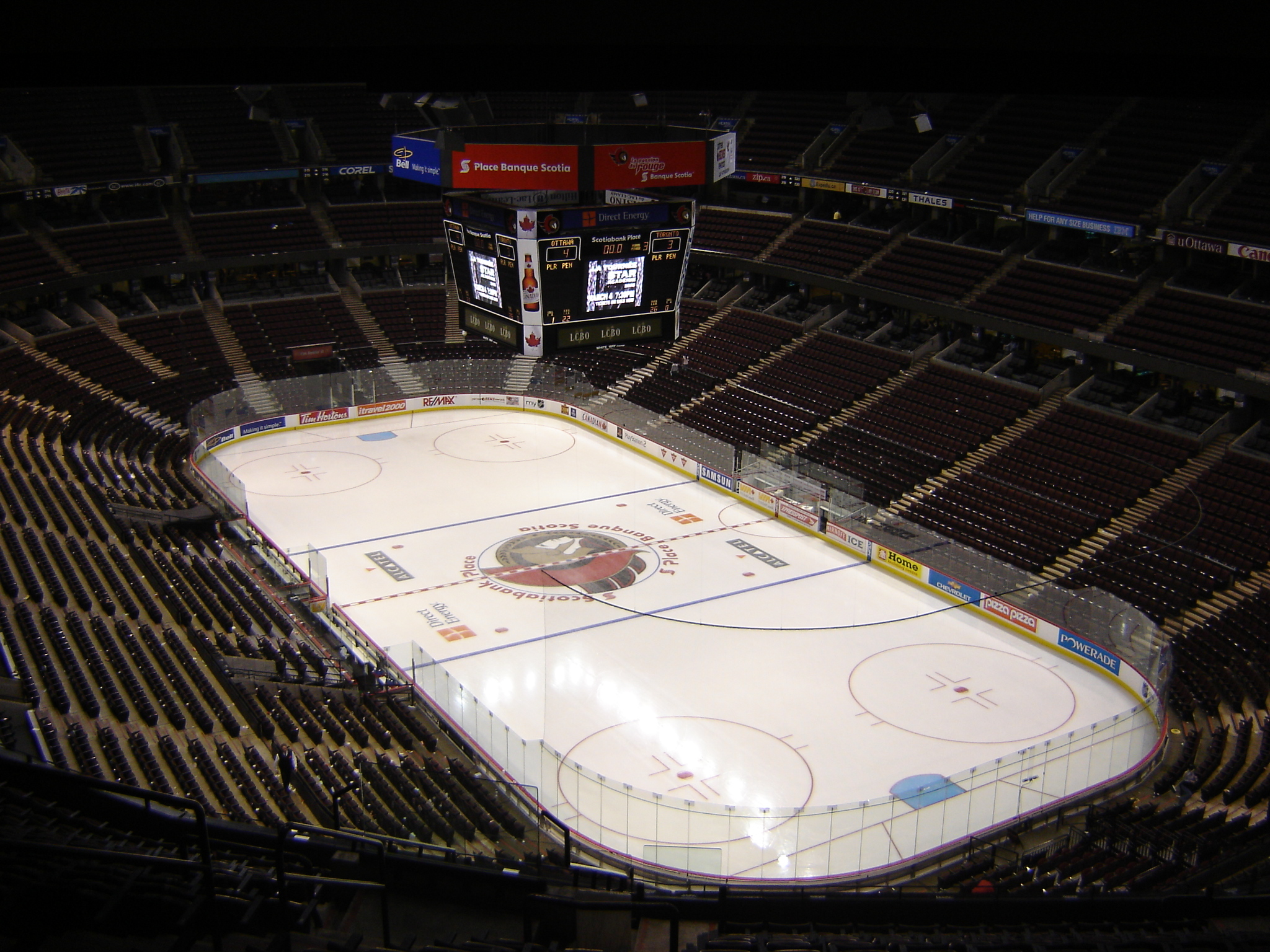
Interior do Scotiabank Place, lar dos Senators desde 1996.

Conforme teve início a temporada de 1995–96 da NHL, o centro Alexei Yashin se recusou a honrar o contrato e não jogou. Em dezembro, após três últimas colocações seguidas e um time que era ridicularizado por toda a liga, os fãs começaram a ficar impacientes pelos resultados a longo prazo, e a audiência no estádio começou a declinar. Rick Bowness foi demitido no final de 1995, e substituído pelo treinador do time Prince Edward Island Senators, Dave Allison. Allison não faria melhor que seu antecessor, e com ele o time caiu para um recorde de 2–22–3. O próprio Sexton foi despedido e substituído por Pierre Gauthier, anteriormente gerente auxiliar do Anaheim Ducks. Antes do fim de janeiro de 1996, Gauthier havia resolvido as questões mais urgentes do time, entrando num acordo com o pivô Alexei Yashin sobre o contrato, e contratando o conceituado Jacques Martin como treinador. Apesar de Ottawa haver terminado na última colocação mais uma vez, a temporada foi concluida com otimismo renovado, em parte devido às melhorias na gerência e treinamento, e também por conta do surgimento do estreante sueco Daniel Alfredsson, que viria a vencer o Troféu Memorial Calder como Estreante do Ano em 1996.

### 1996–2004: Era de Jacques Martin
Martin iria impôr uma filosofia de "priorizar a defesa", que levou o time a se classificar para os playoffs em todas as temporadas em que foi técnico. Porém, foi criticado pela ausência de êxito nas finais, notadamente perdendo quatro séries seguidas para o time rival de província, o Toronto Maple Leafs. Martin permaneceu no time após várias mudanças de gerente e uma troca de proprietário.
Em 1996–97, o clube se qualificou para os finais no último jogo da temporada, e quase derrotou o Buffalo Sabres na primeira rodada. Em 1997–98, conquistou seu primeiro recorde favorável e impediu que o favorito New Jersey Devils vencesse a primeira série de partidas. Em 1998–99, o Senators subiram de uma classificação geral de 14° na temporada anterior para o terceiro lugar, com 103 pontos — a primeira temporada de 100 pontos na história do clube - mas foi derrotado logo na primeira rodada. Na temporada de 1999–2000, apesar do capitão do time Alexei Yashin ter ficado de fora, Martin conduziu o Senators para as finais, somente para perder para os Maple Leafs na primeira série de jogos de playoffs da Batalha de Toronto. Yashin retornou na temporada de 2000–01 e o time conseguiu vencer na divisão e conquistar o segundo lugar na Conferência Leste. Yashin jogou mal em mais uma derrota na primeira rodada dos playoffs e, na data do draft de 2001, foi trocado com o New York Islanders por Zdeno Chara, Bill Muckalt, e pela segunda opção no draft, em que o time selecionou o centro Jason Spezza.

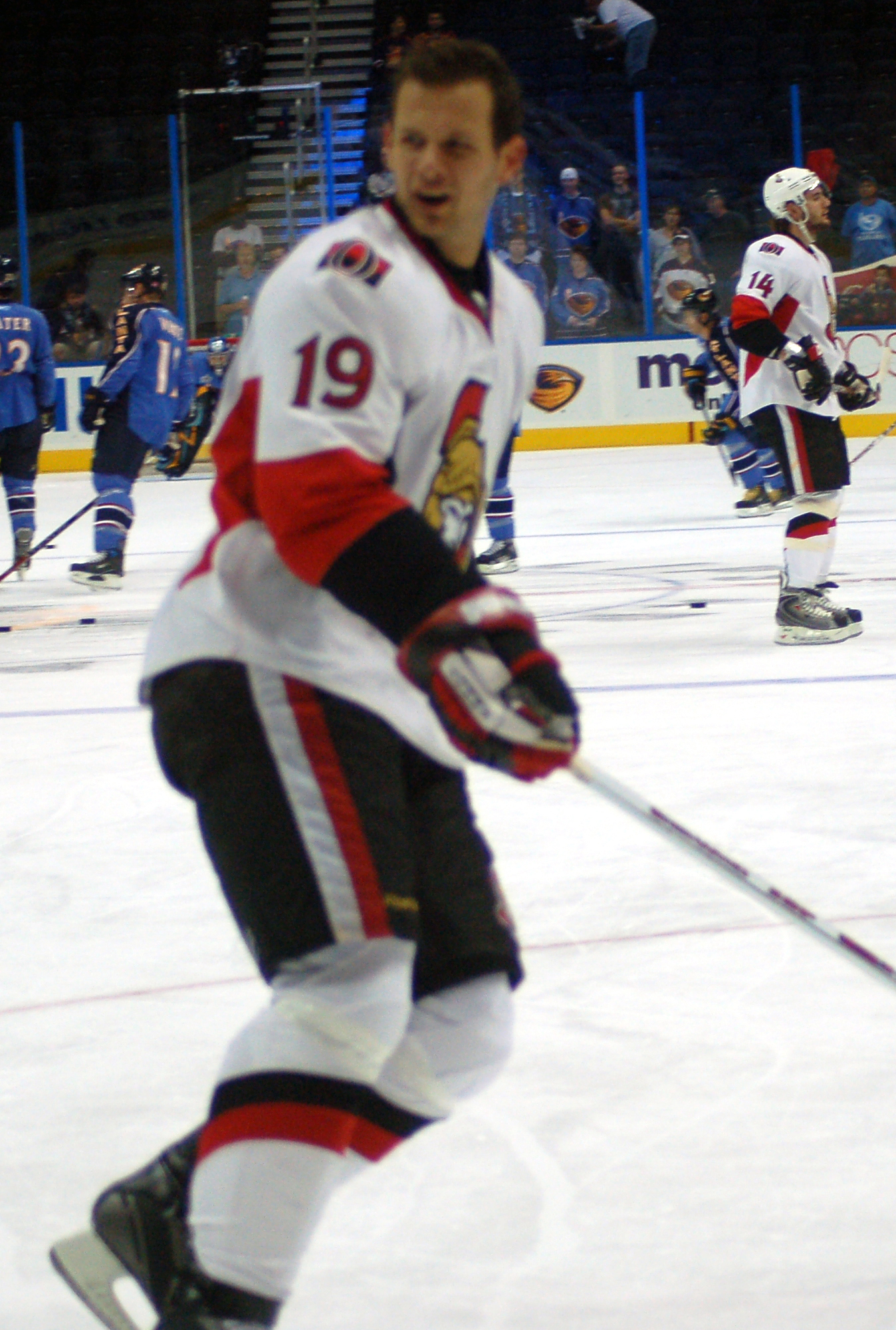
Jason Spezza, foi selecionado com o draft recebido em troca de Alexei Yashin em 2001.

O total de pontos do Senators em 2001–02 caiu. Mas, durante os playoffs, venceram pela segunda vez na primeira rodada, derrotando o Philadelphia Flyers. Perderiam, entretanto, no jogo 7 da segunda rodada. Apesar de especulações de que Martin seria demitido, foi o gerente Marshall Johnston quem deixou o time, sendo substituído por John Muckler, o primeiro na história do time que detinha experiência nessa função.
Em 2002–03, problemas fora do rinque dominaram as manchetes, já que o Senators entrou em falência em meados da temporada, mas continuaram a jogar após conseguirem financiamento de emergência. Apesar dos problemas, tiveram uma ótima temporada, ficando em primeiro no geral da NHL e ganhando o Troféu dos Presidentes. Durante as partidas, somente por um jogo não se classificaram para as finais. Antes da temporada de 2003–04, o bilionário farmacêutico Eugene Melnyk compraria o clube, trazendo estabilidade financeira. Martin conduziria o time para outra boa temporada, mas novamente perderia na primeira rodada, o que o levou à sua demissão, já que a nova gerência acreditava que era necessário um novo técnico para que o time obtivesse êxito.

### 2004–2016: Era de Bryan Murray
Depois da derrota nos playoffs, o proprietário Melnyk prometeu que mudanças viriam, e vieram rapidamente. Em junho de 2004, o gerente geral do Anaheim Ducks, Bryan Murray, da cidade vizinha de Shawville, virou técnico do Senators. No mesmo verão, o clube fez mudanças significativas no pessoal, trocando os jogadores de longo tempo Patrick Lalime[24] e Radek Bonk,[25] e assinando com o goleiro agente livre Dominik Hasek.[26] O time não conseguiria apresentar sua nova escalação, já que na temporada de 2004-05 ocorreu o lockout, fazendo com que a maioria dos jogadores jogassem na Europa ou em ligas menores. Logo antes do início da temporada de 2005-06, o time trocou o jogador de longo tempo Marian Hossa por Dany Heatley.
A mídia previu que o Senators seria um dos candidatos a ganhar a Copa Stanley em 2005-06, já que tinham um forte núcleo de jogadores retornando, jogavam em um estilo de jogo up-tempo, se adequando às novas mudanças nas regras, e era esperado de Hasek ser um goleiro top de linha. O time começou muito bem, vencendo 19 dos 22 primeiros jogos. Ottawa acabou a temporada com 52 vitórias e 113 pontos, ficando em primeiro lugar na conferência e segundo no geral. A recém formada linha "CASH" (Alfredsson, Spezza e Heatley) se estabeleceu como uma das melhores linhas ofensivas da liga. Hasek jogou bem até se machucar nas Olimpíadas de Inverno de 2006, forçando o time a jogar os playoffs com o novato Ray Emery. Sem Hasek, o clube perdeu na segunda rodada para o Buffalo Sabres.

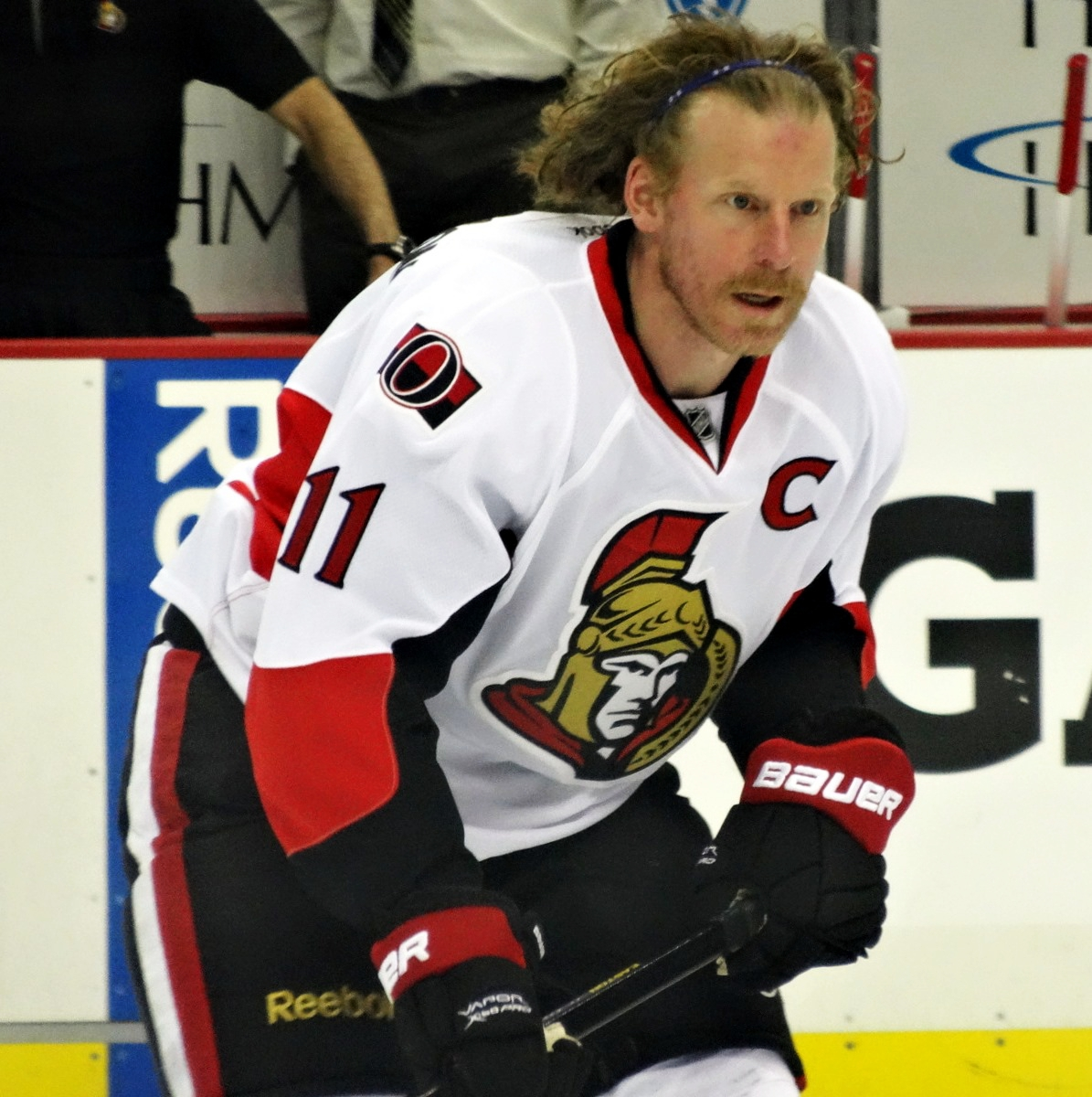
Daniel Alfredsson jogou quase toda sua carreira nos Senators, sendo capitão no vice-campeonato de 2007.

#### 2006-07: Viagem para a final da Stanley Cup
Na temporada de 2006-07, o Senators chegou à Final da Copa Stanley depois de se classificar para os playoffs por nove temporadas seguidas. O Senators teve uma grande mudança de pessoal e a decepção de 2006 para superar e veio um início ruim na temporada. Os rumores de troca envolvendo Daniel Alfredsson aconteceram na maioria dos últimos meses de 2006. O time saltou da última posição na divisão para quase alcançar o Buffalo Sabres ao fim da temporada, ficando em quarto na Conferência Leste. O time terminou com 105 pontos, sua quarta temporada seguida com mais de 100 pontos e a sexta nas últimas oito. Nos playoffs, Ottawa continuou jogando bem. Liderado pela linha "CASH", o goleiro Ray Emery e a forte defesa de Chris Phillips e Anton Volchenkov, o clube derrotou o Pittsburgh Penguins, o segundo colocado, New Jersey Devils, e o primeiro colocado, Buffalo Sabres, para avançar à Final da Copa Stanley.

##### Primeira Final de Copa Stanley na capital em 80 anos
O Senators se tornou a primeira equipe de Ottawa a chegar à Final da Copa Stanley desde 1927 e a cidade estava cheia de entusiasmo. A cidade estava cheia de posters com o escrito "Go Sens Go". Uma grande bandeira do Senators foi estendida na prefeitura, junto com uma tela grande para mostrar os jogos. Reuniões foram realizadas fora da Prefeitura, comícios de carros decorados desfilaram e uma seção do centro da cidade, apelidada de "Sens Mile", foi fechada ao tráfego durante e depois dos jogos para os fãs se reunirem.
Na final, o Senators encarou o Anaheim Ducks, considerado um favorito desde o início da temporada, um time que o Senators havia enfrentado pela última vez em 2006, e um time conhecido por sua forte defesa. Anaheim ganhou os dois primeiros jogos em casa por 3-2 e 1-0. Voltando pra casa, Ottawa venceu o jogo três por 5-3,  mas perdeu o jogo quatro por 3-2. O Ducks ganhou o jogo cinco por 6-2 em Anaheim para fechar a série. O Ducks teve uma ótima defesa, calando a linha "CASH" e forçando Murray a dividir a linha.

#### 2007-11: Um time em declíneo
Na off-season, após a final da Stanley Cup, o contrato de Bryan Murray estava expirando, enquanto o gerente geral, John Muckler, teria uma temporada restante, em que era esperado que ele se aposentasse. Murray, que já havia sido gerente geral em outros clubes da NHL, era esperado para assumir a posição, embora nenhum prazo público foi dado. O proprietário Melnyk decidiu oferecer a Muckler outra posição na organização e dar a posição de gerente geral para Murray. Muckler recusou a oferta e foi dispensado de sua posição. Melnyk justificou publicamente o movimento, dizendo que ele deveria perder Murray se seu contrato acabasse. Murray, em seguida, eleva John Paddock, o assistente técnico, a treinador principal do Senators. Sob Paddock, a equipe saiu para um começo recorde na temporada 2007-08. No entanto, o jogo da equipe diminuiu para um nível de 50% e a equipe parecia que acabaria não indo para os playoffs. Paddock foi demitido por Murray, que assumiu o cargo de treinador de forma interina. O clube conseguiu se classificar para os playoffs por um critério de desempate, mas foi varrido na primeira rodada dos playoffs para o Pittsburgh Penguins. Em junho, o clube comprou o goleiro Ray Emery, que se tornou notório por eventos fora do gelo em Ottawa e depois por vários treinos da equipe.
Para 2008-09, Murray contratou Craig Hartsburg para treinar o Senators. Sob o estilo de Hartsburg, o Senators lutou e chegou a menos de 50%. Com goleiros irregulares, Martin Gerber e Alex Auld, significava que o time jogava com cautela para protegê-los. A paciência de Murray se esgotou em fevereiro de 2009 com a equipe fora da disputa pelos playoffs e Hartsburg foi demitido, mesmo tendo dois anos de seu contrato. A equipe também tinha Paddock sob contrato. Cory Clouston foi efetivado a partir da posição de treinador do Binghamton Senators. A equipe jogou acima de 50% sob o comando de Clouston e o estreante goleiro Brian Elliott, que havia sido promovido de Binghamton. Gerber foi dispensado da equipe no prazo de negociação e a equipe negociou para ter o goleiro Pascal Leclaire, embora ele não tenha jogado devido a lesão. A equipe não conseguiu ir aos playoffs pela primeira vez em 12 temporadas. Auld seria trocado na off-season para abrir espaço na folha salarial. O treinamento de Clouston causou um racha com o melhor jogador, Dany Heatley (embora "questões pessoais" não especificadas também foram notadas por Heatley), e depois foi dado a Clouston um contrato para continuar treinando. Heatley exigiu uma troca e foi negociado pouco antes do início da temporada de 2009-10.
Na temporada de 2009-10, o Senators eram uma equipe 50% até janeiro, quando a equipe teve uma sequência de 11 vitórias consecutivas. A sequência impulsionou a equipe ao topo da classificação da Divisão Nordeste e uma das três primeiras posições para os playoffs. A equipe não foi capaz de segurar o Sabres pela liderança da divisão, mas se classificou para os playoffs na quinta posição. Pela terceira temporada em quatro, o Senators jogou contra o Pittsburgh Penguins na primeira rodada. Um destaque para o Senators foi ganhar jogo cinco com três prorrogações em Pittsburgh, mas a equipe não foi capaz de vencer um jogo em casa, perdendo a série em seis jogos.

#### 2011-presente: Reconstruindo
O Senators teve uma campanha de 2010-11 muito mais pobre do que o esperado, resultando em constantes rumores de um abalo até dezembro. Os rumores foram aumentados em janeiro depois que a equipe teve uma sequencia de derrotas. Janeiro foi um mês sombrio para o Senators, vencendo apenas um jogo durante todo o mês. A mídia especulou sobre a demissão iminente de Clouston, Murray ou ambos. O proprietário Melnyk esclareceu tudo em um artigo na edição de 22 de janeiro de 2011 do Ottawa Sun. Melnyk afirmou que ele não iria demitir Clouston ou Murray, mas que ele tinha desistido da temporada e estava no processo de desenvolvimento de um plano para o futuro. Na segunda-feira, 24 de janeiro, Globe and Mail informou que o plano incluiu a contratação de um novo gerente geral antes do draft de junho e que Murray seria mantido como um conselheiro para a equipe. A decisão de manter Clouston seria feita pelo novo gerente geral. O artigo de Roy MacGregor, um repórter de longa data do Ottawa Senators, afirmou que o ex-assistente técnico Pierre McGuire já havia sido entrevistados. Murray, em uma conferência de imprensa naquele dia, declarou que desejava permanecer como gerente geral. Ele também afirmou que Melnyk estava permitindo que ele continuasse como gerente geral sem restrição. Murray disse que os jogadores estavam agora a ser julgados por seu jogo até que o prazo de troca, em 28 de fevereiro. Murray iria tentar trocar "uma dupla, pelo menos" dos jogadores por escolhas do draft ou prospectos, no momento, se o Senators ficasse fora da disputa pelos playoffs. Na época dos comentários de Murray, o time tinha oito jogos sob 50% e 14 pontos fora de uma posição de playoff depois de 49 jogos.
Murray começou com a negociação de Mike Fisher para o Nashville Predators em troca de uma escolha de primeira rodada no draft de 2011. Fisher já tinha uma casa em Nashville com a nova esposa Carrie Underwood. A negociação de Fisher, um dos favoritos dos fãs em Ottawa, levou a uma pequena reação anti-Underwood na cidade, com a proibição de suas canções nas listas de reprodução de algumas estações de rádio locais. Murray, a seguir, negociou Chris Kelly, outro veterano, para o Boston Bruins para uma escolha de segunda rodada no draft de 2011. Poucos dias depois, o futuro agente livre irrestrito Jarkko Ruutu foi enviado para o Anaheim Ducks em troca de uma escolha de sexto rodada em 2011. Uma troca de goleiros foi feita com o Colorado Avalanche, trazendo Craig Anderson para Ottawa em troca de Brian Elliott. Ambos os goleiros estavam tendo temporadas abaixo do esperado antes da troca. O atacante Alex Kovalev, que jogava abaixo do esperado, foi negociado para o Pittsburgh Penguins por uma escolha de sétima rodada. No dia limite para trocas, Ottawa pegou o goleiro Curtis McElhinney entre os dispensados e negociou Chris Campoli e uma escolha de sétima rodada para o Chicago Blackhawks por uma escolha de segunda rodada e Ryan Potulny. Goleiro Anderson jogou muito bem na reta final para Ottawa, e a equipe assinou rapidamente o futuro agente livre irrestrito a um contrato de quatro anos. Após especulações da imprensa sobre o futuro de Murray dentro da organização, Murray reassinou como gerente geral em 8 de abril para uma extensão de três anos. Em 9 de abril, Treinador Cory Clouston e assistentes Greg Carvel e Brad Lauer foram dispensados das suas posições. Murray disse que a decisão foi tomada com base no fato de que a equipe entrou na temporada acreditando que era um candidato, mas terminou com um recorde 32-40-10. O antigo assistente técnico do Detroit Red Wings, Paul MacLean, foi contratado como substituto de Clouston em 14 de Junho de 2011.
Com a temporada 2011-12 começando, muitos escritores de hóquei e comentaristas estavam convencidos de que o Senators iria terminar na parte inferior da classificação ou próximos a isso. No meio de reconstrução, a formação de Ottawa continha muitos novatos e jogadores inexperientes. A equipe lutou, perdendo cinco de seus seis primeiros jogos antes de vencer seis jogos seguidos. Em dezembro de 2011, a equipe adquiriu o atacante Kyle Turris do Phoenix Coyotes em troca de David Rundblad e uma escolha de draft. A equipe melhorou seu jogo depois e ficou em uma posição de playoff antes do All-Star Game. Pela primeira vez na história do Senators, o All-Star Game foi realizada em Ottawa, e foi considerado um grande sucesso. Cinco jogadores do Senators foram votados ou nomeados para o evento, incluindo Daniel Alfredsson, que foi nomeado capitão de uma equipe. A equipe continuou seu impulso rumo aos playoffs após o intervalo. Depois de o goleiro titular Craig Anderson machucar a mão em um acidente de cozinha em casa, Ottawa chamou Robin Lehner de Binghamton e adquiriu o goleiro altamente considerado Ben Bishop do St. Louis Blues. Enquanto Anderson se recuperava, a equipe continuou com seu jogo sólido. Em 1º de abril de 2012, o Senators derrotou o New York Islanders por 5 a 1, garantindo oficialmente uma posição de playoff. A equipe terminou com a oitava vaga na Conferência Leste, desenhando um confronto de primeira rodada dos playoffs contra o líder da conferência New York Rangers. Ottawa perdeu a série em sete jogos.
Na temporada seguinte, Ottawa seria desafiado a repetir o sucesso que teve em 2011-12, devido a lesões a longo prazo de jogadores importantes, como Erik Karlsson, Jason Spezza, Milan Michalek e Craig Anderson. Apesar destas lesões, o Senators iria terminar em sétimo na Conferência Leste e o treinador Paul MacLean passaria a ganhar o Prêmio Jack Adams como treinador da NHL do ano. Ottawa iria jogar com o segundo colocado Montreal Canadiens na primeira rodada dos playoffs, ganhando em cinco jogos, goleando Montreal por 6 a 1 nos jogos  três e cinco. O Senators avançaria para jogar com o cabeça-de-chave Pittsburgh Penguins na segunda rodada, desta vez perdendo em cinco jogos. Durante a off-season, Ottawa negociou o defensor veterano Sergei Gonchar para o Dallas Stars por uma escolha de sexta rodada no draft de 2013. 5 de julho de 2013 seria um dia de emoções mistas para a cidade e os fãs, com o capitão de longa data Daniel Alfredsson assinando um contrato de um ano com o Detroit Red Wings, deixando Ottawa após 17 temporadas e 14 como capitão. A assinatura chocou inúmeros fãs em toda a cidade e muitos dentro da franquia. O dia terminou com otimismo, no entanto, já que Murray adquiriu uma estrela para a frente, Bobby Ryan do Anaheim Ducks, em troca dos atacantes Jakob Silfverberg e Stefan Noesen e uma escolha de primeira rodada do draft de 2014. A esperança era que Ryan seria o cara para jogar na linha superior com Jason Spezza depois da partida de Alfredsson. Murray também assinaria o agente livre para o ataque Clarke MacArthur para um contrato de dois anos naquele mesmo dia e iria assinar o defensor agente livre Joe Corvo para um contrato de um ano, três dias depois, em 08 de julho de 2013.
Para a temporada 2013-14, a liga se realinhou e Ottawa foi designado para a nova Divisão Atlântica junto com o resto da antiga Divisão Nordeste, com os acréscimos de Columbus Blue Jackets e Detroit Red Wings, antigos membros da Conferência Oeste. O realinhamento trouxe o aumento da concorrência para se classificar para os playoffs, como havia agora 16 equipes da Conferência Leste lutando por oito vagas nos playoffs. A temporada começou com uma mudança de liderança, em 14 de Setembro de 2013, o Ottawa Senators nomeou Jason Spezza seu oitavo capitão na história da franquia. Ryan e Spezza lutavam para encontrar a química, e Ryan foi transferido para uma linha com MacArthur e Kyle Turris, onde ele se saiu muito melhor. Bobby Ryan também teve problemas de lesão durante a temporada, e embora houvesse momentos em que Joe Corvo jogou solidamente, ele acabou perdendo o seu lugar na escalação. O clube lutou na defesa, com números de disparos e gols contra aumentando desde a temporada anterior. O clube estava abaixo de 50% em grande parte da temporada, ou apenas alguns jogos acima e nunca esteve em uma posição de playoffs por toda a temporada. No prazo de trocas, Murray fez uma troca pelo ala-direito Ales Hemsky do Edmonton Oilers, encontrando rapidamente o sucesso em uma linha com Spezza e Michalek. O clube, porém, foi eliminado da disputa dos playoffs na última semana da temporada. No final da temporada, o clube não conseguiu chegar a um acordo sobre um novo contrato com Hemsky e o capitão Jason Spezza solicitou uma troca. No draft de 2014, uma troca potencial para o Nashville Predators foi negociada por Murray, mas rejeitada por Spezza, já que o Predators era uma das equipes em sua lista de times a não ser trocado. Um acordo com o Dallas Stars acabou por ser alcançado, e Spezza foi enviado, junto com Ludwig Karlsson, em troca de Alex Chiasson, Nick Paul, Alex Guptill e uma escolha de segunda rodada de 2015. Durante a off-season, o clube assinou o atacante agente livre David Legwand para um período de dois anos, por US$ 6 milhões.
No início da temporada 2014-15, o defensor Erik Karlsson foi nomeado nono capitão da franquia, com o clube também re-assinar Bobby Ryan para uma extensão de sete anos. Depois de demitir o treinador Paul MacLean depois de 27 jogos com um registro 11-11-5 e substituindo-o por Dave Cameron, o Senators ganharia 32 de seus últimos 55 jogos. O goleiro Andrew Hammond teria um registro de 20-1-2, média de gols contra de 1,79, e um percentual de 94,1% de defesas para levar o time de volta à posição de playoffs. O Senators, mais tarde, se tornou a primeira equipe na história moderna da NHL a superar um déficit de 14 pontos em qualquer momento da temporada para se classificar aos playoffs. No entanto, o Senators perdeu para o Canadiens em seis jogos na primeira rodada dos playoffs.
Durante a temporada de 2014-15, foi anunciado que Murray tinha câncer. Sendo tratado, ele escolheu continuar como gerente geral durante a temporada de 2015-16. Mesmo com a melhor campanha canadense, Ottawa ficou fora dos playoffs, em uma temporada considerada decepcionante (todos canadenses foram eliminados na temporada regular). Murray fez uma troca envolvendo 11 jogadores, trazendo o capitão do Toronto Maple Leafs, Dion Phaneuf. O time não conseguiu uma sequência parecida com a da temporada anterior e acabou com 85 pontos em quinto na divisão.

### 2016-presente
Em 10 de Abril de 2016, um dia depois do fim da temporada regular, Murray anunciou sua saída como gerente, continuando como conselheiro no clube. Pierre Dorion, assistene de Murray, foi promovido a gerente geral. Em 12 de Abril, o treinador Dave Cameron foi demitido. Em 8 de Maio, o Senators contratou o antigo treinador do Tampa Bay Lightning, Guy Boucher. Em 9 de Maio, Marc Crawford foi anunciado como treinador associado.

## Arenas

### Ottawa Civic Centre
A primeira arena do novo Senators foi o Ottawa Civic Centre, localizado na Rua Bank, onde eles jogaram a partir da temporada de 1992-93 a janeiro da temporada de 1995-96. Eles fizeram seu primeiro jogo em casa em 08 de outubro de 1992 contra o Montreal Canadiens com muitos espetáculos pré-jogo. O Senators ganhou do Canadiens por 5-3 em um dos poucos destaques naquela temporada. Montreal acabaria a temporada como campeão da Copa Stanley. Após a excitação da vitória na noite de estréia, o clube foi mal e acabaria empatando com o San Jose Sharks para o pior recorde na liga, terminando com apenas 10 vitórias, 70 derrotas e 4 empates para 24 pontos, três pontos melhor do que o pior recorde da história da NHL.

### Canadian Tire Centre
Como parte de sua tentativa de criar uma franquia da NHL para Ottawa, Terrace Corporation apresentou a proposta inicial para o desenvolvimento Arena numa conferência de imprensa em Setembro de 1989. A proposta incluía um hotel e uma arena de 20.500 assentos, chamada The Palladium em 100 acres (0,40 km2), cercado por uma mini-cidade de 500 acres (2,0 km2), com o nome "West Terrace". O terreno em si, 600 acres (2,4 km2) de terra, na fronteira ocidental de Kanata, havia sido adquirida em maio de 1989 por Terrace. A aprovação foi concedida pelo Conselho em 28 de agosto de 1991, com condições. As condições impostas pelo conselho incluiam um redimensionamento da arena para 18.500 lugares, uma moratória sobre o desenvolvimento fora da área inicial de 100 acres do terreno da arena (0,40 km2), e que o custo do intercâmbio da estrada com a estrada 417 seria pago por Terrace. Um período de dois anos foi utilizado em busca de financiamento para o Terrace Corporation. A corporação recebeu uma doação de US $ 6 milhões do governo federal, mas necessitava tomar emprestado para pagar o resto dos custos de construção. A cerimônia de inauguração foi realizada em junho de 1992, mas a construção real não começou até 7 de julho de 1994. A construção em si levou 18 meses, terminando em janeiro de 1996.
O Palladium foi inaugurado em 15 de janeiro de 1996 com um concerto do roqueiro canadense Bryan Adams. O Senators jogou seu primeiro jogo em sua nova arena, dois dias depois, perdendo por 3-0 para o Montreal Canadiens. Em 17 de fevereiro de 1996, o nome “Palladium” foi alterado para "Corel Centre” quando a Corel Corporation, uma empresa de software de Ottawa, assinou um contrato de 10 anos para os direitos de nomeação.
Quando o titular de hipoteca Covanta Energy (ex-Ogden Entertainment) entrou em concordata em 2001, Terrace era esperado para pagar a dívida inteira. A propriedade não foi capaz de refinanciar a arena, eventualmente levando Terrace a declarar falência em 2003. No entanto, em 26 de agosto de 2003, o bilionário empresário Eugene Melnyk finalizou a compra do Senators e da arena. A arena e o clube tornaram-se propriedade exclusiva de Melnyk através de uma nova empresa, Capital Sports Properties.
Em 2004, a propriedade aplicou para expandir o número de assentos. Em dezembro de 2004, a cidade de Ottawa alterou o seu estatuto social e, em 2005, o local foi autorizado a aumentar a sua capacidade para 19.153 total e capacidade de atendimento a 20.500 quando incluindo pessoas em pé.
Em 19 de janeiro de 2006, a arena ficou conhecida como "Scotiabank Place” depois de atingir um novo acordo de nomeação de 15 anos com banco canadense Scotiabank, em 11 de janeiro de 2006. Scotiabank tinha sido um parceiro de publicidade com o clube para vários anos e assumiu a nomeação após Corel se recusar a renovar o seu contrato de nomeação com o Senators, mas continuou como um patrocinador de publicidade.
Em 18 de junho, 2013, o Ottawa Senators anunciou um novo acordo de marketing com a Canadian Tire, e, como resultado, a arena foi renomeada para Canadian Tire Centre em 1º de Julho de 2013.

## Identidade do time

### Logo e uniforme
As cores do time são vermelho, preto e branco, com detalhes dourados. A camisa de visitante da equipe é branca com detalhes em vermelho e preto, enquato a camisa de anfitrião é vermelha com detalhes em branco e preto. O logo do time é oficialmente a cabeça de um general Romano, um membro do Senado da República Romana, projetado de um círculo dourado. O original, revelado em 23 de maio de 1991, descrevia o general como uma "figura forte e proeminente", de acordo com o designer, Tony Milchard.
O design da camisa atual foi revelado em 22 de agosto de 2007, junto com a adoção dos uniformes Rbk EDGE, da Reebok, pela liga na temporada de 2007-08. O uniforme usa o logo 'O' do Senators original no ombro. Ao mesmo tempo, o time atualizou seus logos, trocando seu uso. O logo primário que, de acordo com o dono do time, Eugene Melnyk, "representa força e determinação", é uma atualização do antigo logo secundário. O antigo logo primário se tornou o secundário e apenas aparece em propagandas do time.
Em 2011, o Senators introduziu seu terceiro uniforme. Em sua maioria preta, a camisa incorpora linhas horizontais, inspirada na camisa do Senators original, com design "barber-pole" (poste de barbeiro). Foram adicionados escudos aos ombros. O design dos logos é semelhante ao usado pela equipe na década de 1920, quando foi campeã da Stanley Cup. Os escudos têm o nome da equipe em inglês, em um ombro, e francês, no outro. O design teve colaboração de um torcedor de Gatineau, Quebec, que circulou uma versão do logo na internet desde 2009.

## Jogadores e Comissão Técnica

### Elenco atual
Dados de 11 de março de 2016.
| #  | País           | Jogador             | Posição | T/L | Idade | Adquirido | Local de Nascimento               |
| -- | -------------- | ------------------- | ------- | --- | ----- | --------- | --------------------------------- |
| 2  | Canadá         | Dion Phaneuf        | D       | E   | 30    | 2016      | Edmonton, Alberta                 |
| 3  | Canadá         | Marc Methot         | D       | E   | 30    | 2012      | Ottawa, Ontario                   |
| 4  | Canadá         | Chris Phillips (A)  | D       | E   | 37    | 1996      | Calgary, Alberta                  |
| 5  | Canadá         | Cody Ceci           | D       | D   | 22    | 2012      | Ottawa, Ontario                   |
| 6  | Estados Unidos | Bobby Ryan          | RW      | D   | 28    | 2013      | Cherry Hill, New Jersey           |
| 7  | Canadá         | Kyle Turris (A)     | C       | D   | 26    | 2011      | New Westminster, British Columbia |
| 13 | Canadá         | Nick Paul           | C       | E   | 20    | 2014      | Mississauga, Ontario              |
| 23 | Estados Unidos | Scott Gomez         | C       | E   | 36    | 2016      | Anchorage, AK                     |
| 15 | Canadá         | Zack Smith          | C       | D   | 27    | 2008      | Maple Creek, Saskatchewan         |
| 16 | Canadá         | Clarke MacArthur    | LW      | E   | 30    | 2013      | Lloydminster, Alberta             |
| 25 | Canadá         | Chris Neil (A)      | RW      | D   | 36    | 1998      | Flesherton, Ontario               |
| 26 | Canadá         | Matt Puempel        | LW      | E   | 22    | 2011      | Windsor, Ontario                  |
| 27 | Canadá         | Curtis Lazar        | C       | D   | 20    | 2013      | Salmon Arm, British Columbia      |
| 30 | Canadá         | Andrew Hammond      | G       | E   | 27    | 2013      | White Rock, British Columbia      |
| 41 | Estados Unidos | Craig Anderson      | G       | E   | 34    | 2011      | Park Ridge, Illinois              |
| 44 | Canadá         | Jean-Gabriel Pageau | C       | D   | 23    | 2011      | Ottawa, Ontario                   |
| 45 | Estados Unidos | Chris Wideman       | D       | D   | 26    | 2009      | St. Louis, Missouri               |
| 46 | Canadá         | Patrick Wiercioch   | D       | E   | 25    | 2008      | Maple Ridge, British Columbia     |
| 21 | Canadá         | Mike Kostka         | D       | D   | 30    | 2015      | Ajax, Ontario                     |
| 61 | Canadá         | Mark Stone          | RW      | D   | 23    | 2010      | Winnipeg, Manitoba                |
| 65 | Suécia         | Erik Karlsson (C)   | D       | D   | 25    | 2008      | Landsbro, Suécia                  |
| 68 | Canadá         | Mike Hoffman        | LW      | E   | 26    | 2009      | Kitchener, Ontario                |
| 74 | Canadá         | Mark Borowiecki     | D       | E   | 26    | 2008      | Kanata, Ontario                   |
| 43 | Estados Unidos | Ryan Dzingel        | LW      | E   | 23    | 2014      | Wheaton, Illinois                 |
| 90 | Canadá         | Alex Chiasson       | RW      | D   | 25    | 2014      | Montreal, Quebec                  |
| 93 | Suécia         | Mika Zibanejad      | C       | D   | 22    | 2011      | Huddinge, Suécia                  |

### Capitães
- Laurie Boschman, 1992–1993
- Mark Lamb and Brad Shaw, 1993–1994
- Gord Dineen, 1994
- Randy Cunneyworth, 1995–1998
- Alexei Yashin, 1998–1999
- Daniel Alfredsson, 1999–2013
- Jason Spezza, 2013–2014
- Erik Karlsson, 2014–presente

### Treinadores
|                 | País   | De   | Até  | Temporada Regular | Temporada Regular | Temporada Regular | Temporada Regular | Temporada Regular | Temporada Regular | Playoffs | Playoffs | Playoffs | Playoffs |
| J               | País   | De   | Até  | V                 | D                 | E                 | DOT               | %                 | J                 | V        | D        | %        |          |
| --------------- | ------ | ---- | ---- | ----------------- | ----------------- | ----------------- | ----------------- | ----------------- | ----------------- | -------- | -------- | -------- | -------- |
| Rick Bowness    | Canadá | 1992 | 1996 | 235               | 39                | 178               | 18                | —                 | .204              | —        | —        | —        | —        |
| Dave Allison    | Canadá | 1996 | 1996 | 25                | 2                 | 22                | 1                 | —                 | .100              | —        | —        | —        | —        |
| Jacques Martin  | Canadá | 1996 | 2004 | 692               | 341               | 234               | 82                | 20                | .592              | 66       | 31       | 35       | .470     |
| Roger Neilson   | Canadá | 2002 | 2002 | 2                 | 1                 | 1                 | 0                 | 0                 | .500              | —        | —        | —        | —        |
| Bryan Murray    | Canadá | 2005 | 2008 | 182               | 107               | 55                | —                 | 20                | .643              | 34       | 18       | 16       | .529     |
| John Paddock    | Canadá | 2007 | 2008 | 64                | 36                | 22                | —                 | 6                 | .609              | —        | —        | —        | —        |
| Craig Hartsburg | Canadá | 2008 | 2009 | 48                | 17                | 24                | —                 | 7                 | .427              | —        | —        | —        | —        |
| Cory Clouston   | Canadá | 2009 | 2011 | 198               | 95                | 83                | —                 | 20                | .530              | 6        | 2        | 4        | .333     |
| Paul MacLean    | Canadá | 2011 | 2014 | 239               | 114               | 90                | —                 | 35                | .569              | 17       | 8        | 9        | .470     |
| Dave Cameron    | Canadá | 2014 | 2016 | 137               | 70                | 50                | —                 | 17                | .511              | 6        | 2        | 4        | .333     |

### Gerentes Gerais
|                   | País   | De   | Até      |
| ----------------- | ------ | ---- | -------- |
| Mel Bridgman      | Canadá | 1991 | 1993     |
| Randy Sexton      | Canadá | 1993 | 1995     |
| Pierre Gauthier   | Canadá | 1995 | 1998     |
| Rick Dudley       | Canadá | 1998 | 1999     |
| Marshall Johnston | Canadá | 1999 | 2002     |
| John Muckler      | Canadá | 2002 | 2007     |
| Bryan Murray      | Canadá | 2007 | 2016     |
| Pierre Dorion     | Canadá | 2016 | presente |

### Membros Honrados

#### Hall da Fama
- Roger Neilson - assistente técnico e técnico do Senators (2001-03), foi introduzido (como Builder), em 4 de novembro de 2002, por sua carreira como treinador.
- Dominik Hasek - goleiro do Senators (2005-06), foi introduzido em 2014, por sua carreira como goleiro.

#### Números Aposentados
| #  | Jogador           | Posição | Carreira         | Data de Aposentadoria |
| -- | ----------------- | ------- | ---------------- | --------------------- |
| 8  | Frank Finnigan    | RW      | 1923–31, 1932–34 | 8 de Outubro, 19921   |
| 11 | Daniel Alfredsson | RW      | 1994-2013        | 29 de dezembro, 2016  |

- 1 Finnigan foi honrado por seu jogo entre 1923 e 1934 pelo Ottawa Senators original. Ele foi o último sobrevivente da equipe que venceu a Copa Stanley em 1927 e participou da campanha "Bring Back The Senators" (Tragam o Senators de volta).

## Recordes do Time

### Líderes em Pontos da Franquia
Esses são os dez maiores pontuadores da história do Ottawa Senators. Os números são atualizados ao final de cada temporada da NHL.
Nota: Pos = Posição; J = Jogos; G = Gols; A = Assistências; Pts = Pontos; P/J = Pontos por jogo (média);
| Jogador           | Pos | J    | G   | A   | Pts  | P/G  |
| ----------------- | --- | ---- | --- | --- | ---- | ---- |
| Daniel Alfredsson | RW  | 1178 | 426 | 682 | 1108 | 0.94 |
| Jason Spezza°     | C   | 686  | 251 | 436 | 687  | 1.00 |
| Alexei Yashin     | C   | 504  | 218 | 273 | 491  | 0.98 |
| Wade Redden       | D   | 838  | 101 | 309 | 410  | 0.49 |
| Radek Bonk        | C   | 689  | 152 | 247 | 399  | 0.58 |
| Marian Hossa°     | RW  | 467  | 188 | 202 | 390  | 0.84 |
| Erik Karlsson*    | D   | 479  | 100 | 285 | 385  | 0.80 |
| Dany Heatley      | LW  | 317  | 180 | 182 | 362  | 1.14 |
| Mike Fisher°      | C   | 675  | 167 | 181 | 348  | 0.51 |
| Shawn McEachern   | LW  | 454  | 142 | 162 | 304  | 0.67 |

*= jogador do Senators em atividade
°= jogador na NHL em atividade
Totais contém apenas jogos por Ottawa.
Fonte: Ottawa Senators Media Guide